# 120354 Mikejones
120354 Mikejones este o planetă minoră (asteroid) din centura de asteroizi. A fost descoperită pe 13 iunie 2005 la Mount Lemmon⁠(d) de Mount Lemmon Survey⁠(d). 
Obiectul prezintă o orbită caracterizată de o semiaxă mare de 2,2882422520953 UAi, o excentricitate de 0,2, o înclinație de 1,2 ° în raport cu ecliptica.